# Toracocentese

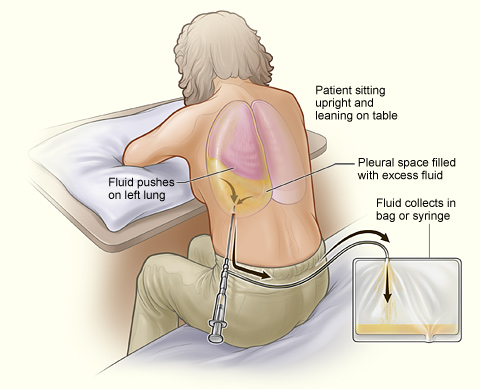
A ilustração mostra uma pessoa realizando uma toracocentese. A pessoa senta e apoia-se em uma mesa. O excesso de fluido do espaço pleural é drenado em um saco

A toracocentese para coleta de líquido pleural é um procedimento cirúrgico com baixa morbidade, de baixo custo e que fornece grande eficiência diagnóstica.
É realizada para se definir quais derrames pleurais necessitam de investigação clínico-laboratorial.

## Instrumental cirúrgico
A amostra do líquido pleural para análise pode ser obtida por punção com agulha da cavidade pleural. Mas, sempre que possível, deve-se evacuar lentamente todo o líquido pleural com cateter plástico não traumático.
O material necessário consiste em: solução anti-séptica ( clorexidina ou PVP-I), gazes, luvas estéreis, campos estéreis, avental estéril, seringa de 20 ml, agulha 12x7, agulha 40x12, torneira de três vias, equipo de soro de macrogotas, Intracath ou Jelco nº14, lâmina de bisturi nº11 ou 15, lidocaína sem vasoconstritor, frasco (de preferência à vácuo), tubo estéril para coleta de amostra do líquido.

## Diagnóstico laboratorial
A toracocentese é a técnica cirúrgica responsável pela obtenção da maioria das amostras de líquido pleural (derrame pleural) que são encaminhadas para diagnóstico laboratorial.
As análises bioquímicas e citológicas das amostras de líquido pleural são coletadas através da punção torácica ou toracocentese, previamente à biópsia pleural com agulha, durante a drenagem pleural/torácica cirúrgica, durante a toracoscopia ou mesmo durante a toracotomia.
Portanto a coleta cirúrgica do líquido pleural pode ser realizada por:
- Toracocentese (punção pleural ou previamente a biópsia pleural com agulha)
- Drenagem pleural ou drenagem torácica
- Toracoscopia ou Pleuroscopia
- Toracotomia